# Romy Jatzko
Romy Aylin Jatzko (* 26. Januar 2000 in Berlin) ist eine deutsche Volleyballspielerin.

## Karriere
Jatzko begann ihre Karriere beim Berlin Brandenburger Sportclub. 2017 ging sie zur Nachwuchsmannschaft VC Olympia Berlin. Dort spielte die Außenangreiferin in der Saison 2017/18 in der Bundesliga. In der Saison 2018/19 spielte sie mit dem VCO in der Bundesliga und mit dem Doppelspielrecht auch beim Zweitligisten SG Rotation Prenzlauer Berg. 2019 wechselte sie zum SSC Palmberg Schwerin. Ende Januar 2020 wurde sie für den Rest der Saison an den Ligakonkurrenten VfB 91 Suhl ausgeliehen. Nach ihrer Rückkehr nach Schwerin gewann sie 2021 den DVV-Pokal und wurde Vizemeisterin. Anschließend wechselte Jatzko in die Schweiz zum VC Kanti Schaffhausen.
Jatzko spielte auch in der deutschen Juniorinnen-Nationalmannschaft, mit der sie 2017 bei der U18-Europameisterschaft in den Niederlanden und bei der U18-Weltmeisterschaft in Argentinien jeweils Platz sechs erreichte. 2018 wurde sie bei der U19-Europameisterschaft in Albanien erneut Sechste.